# 15760 Albion
För andra betydelser, se Albion (olika betydelser).
15760 Albion eller (15760) 1992 QB1 var det första objektet i Kuiperbältet som upptäcktes efter Pluto. Den upptäcktes 1992 och är nu klassificerad som en cubewano, ett objekt i huvudbältet. Den upptäcktes av astronomerna David C. Jewitt och Jane X. Luu på Mauna Kea-observatoriet. Upptäckarna föreslog namnet "Smiley" för objektet, men det finns redan asteroid med namnet 1613 Smiley. Senre fick den namnet 15760 Albion.
15760 Albion:s omloppsbana är relativt cirkelrund. Omloppsbanan lutar inte särskilt mycket, är inte påverkad av någon av gasjättarna och har inte banresonans med Neptunus. Alla objekt av denna typ kallas cubewanoer efter just 1992 QB1 (que-bee-one).